# كاثلين بلاكشير
كاثلين بلاكشير (بالإنجليزية: Kathleen Blackshear)‏ هي رسامة أمريكية، ولدت في 6 يونيو 1897 في نافاسوتا في الولايات المتحدة، وتوفي بنفس المكان في 14 أكتوبر 1988.